# Semih Şentürk
Semih Şentürk (sinh ngày 29 tháng 4 năm 1983, tại İzmir, Thổ Nhĩ Kỳ) là cựu cầu thủ bóng đá người Thổ Nhĩ Kỳ thi đấu ở vị trí tiền đạo.

## Sự nghiệp

### Câu lạc bộ
Semih bắt đầu sự nghiệp bóng đá từ Fenerbahçe PAF, đội trẻ của Fenerbahçe từ năm 1996 cho đến năm 1999. Sau 3 năm gắn bó với Fenerbahçe PAF, anh ghi được 63 bàn sau 56 trận. Với thành tích trên, anh được đôn lên đội hình chính của Fenerbahçe ở năm 1999.
Mùa giải 2001-2002, anh được đem cho câu lạc bộ İzmirspor mượn để có thêm kinh nghiệm thi đấu. Tại đây anh có 6 bàn trong 20 trận rồi lại trở về Fenerbahçe, cùng câu lạc bộ này đoạt hai danh hiệu Turkcell Super League trong các năm 204 và 2005. Mùa giải 2005-2006, anh ghi được 8 bàn và đa phần là khi được vào sân từ băng ghế dự bị. Sau mùa giải 2006-2007 với sự ra đi của Ümit Özat và Tuncay Şanli, Semih trở thành đội phó của Fenerbahçe. Mùa giải 2007-2008, anh trở thành vua phá lưới giải Turkish Premier League với 17 bàn thắng và có thêm hai bàn thắng nữa ở UEFA Champions League 2007-2008, nơi Fenerbahçe đã lọt vào đến tứ kết và thua Chelsea FC.

### Đội tuyển quốc gia
Nhờ thành tích ghi bàn xuất sắc cho Fenerbahçe, Semih được gọi vào Đội tuyển bóng đá quốc gia Thổ Nhĩ Kỳ cho 2 trận đấu quyết định tại vòng loại Euro 2008 gặp Na Uy và Bosnia-Herzegovina. Bàn thắng đầu tiên của anh cho đội tuyển là bàn thắng trong trận thắng 2-0 của Thổ Nhĩ Kỳ trước Phần Lan vào ngày 29 tháng 5 năm 2008. Semih có tên trong 23 cầu thủ của huấn luyện viên Fatih Terim dự Giải vô địch bóng đá châu Âu 2008.
Euro 2008 là giải đấu lớn đầu tiên Semih tham gia. Ngày 11 tháng 6, trong trận gặp chủ nhà Thụy Sĩ, anh vào sân thay người ở phút 46 khi Thổ Nhĩ Kỳ đang bị dẫn trước 1-0 và đến phút 57, anh đánh đầu ghi bàn san bằng tỉ số 1-1. Chung cuộc Thổ Nhĩ Kỳ thắng 2-1.
Ngày 20 tháng 6, Semih trở thành người hùng của đất nước Thổ Nhĩ Kỳ khi ghi bàn gỡ hòa 1-1 ở phút 120+2 trong trận tứ kết gặp Croatia đưa trận đấu đến các loạt sút luân lưu. Trong loạt sút này, anh cũng đã thực hiện thành công lượt sút thứ 2. Chung cuộc Thổ Nhĩ Kỳ thắng Croatia 3-1 trong loạt sút luân lưu và vào bán kết Euro 2008 gặp đội tuyển Đức.
Trong trận bán kết với Đức vào ngày 25 tháng 6, anh thắp lên hi vọng cho người Thổ khi gỡ hòa 2-2 ở phút thứ 86 từ đường chuyền của Sabri Sarıoğlu. Với bàn thắng này, anh cũng trở thành cầu thủ Thổ Nhĩ Kỳ ghi nhiều bàn thắng nhất tại Euro 2008 với 3 bàn thắng. Khi trận đấu tưởng chừng sẽ diễn ra 30 phút hiệp phụ thì hậu vệ Philipp Lahm của Đức đã ghi bàn ấn định tỉ số 3-2 của trận đấu ở phút 90 chấm dứt cuộc phiêu lưu của Thổ Nhĩ Kỳ và Semih.

## Thống kê sự nghiệp

### Câu lạc bộ
| Câu lạc bộ          | Mùa giải            | Giải đấu | Giải đấu | Cúp quốc gia | Cúp quốc gia | Châu Âu | Châu Âu | Tổng cộng | Tổng cộng |
| Câu lạc bộ          | Mùa giải            | Trận     | Bàn      | Trận         | Bàn          | Trận    | Bàn     | Trận      | Bàn       |
| ------------------- | ------------------- | -------- | -------- | ------------ | ------------ | ------- | ------- | --------- | --------- |
| Fenerbahçe          | 2002–03             | 13       | 3        | 1            | 0            | —       | —       | 14        | 3         |
| Fenerbahçe          | 2003–04             | 13       | 1        | 1            | 1            | —       | —       | 14        | 2         |
| Fenerbahçe          | 2004–05             | 3        | 0        | 1            | 0            | —       | —       | 4         | 0         |
| Fenerbahçe          | 2005–06             | 22       | 9        | 5            | 4            | 1       | 0       | 28        | 13        |
| Fenerbahçe          | 2006–07             | 18       | 1        | 7            | 7            | 7       | 2       | 32        | 10        |
| Fenerbahçe          | 2007–08             | 27       | 17       | 3            | 0            | 8       | 2       | 38        | 19        |
| Fenerbahçe          | 2008–09             | 24       | 7        | 5            | 1            | 6       | 6       | 35        | 14        |
| Fenerbahçe          | 2009–10             | 21       | 6        | 2            | 1            | 6       | 0       | 29        | 7         |
| Fenerbahçe          | 2010–11             | 25       | 10       | 4            | 4            | 2       | 0       | 31        | 14        |
| Fenerbahçe          | 2011–12             | 22       | 1        | 3            | 2            | —       | —       | 25        | 3         |
| Fenerbahçe          | 2012–13             | 17       | 1        | 8            | 3            | 2       | 0       | 27        | 4         |
| Fenerbahçe          | 2013–14             | 0        | 0        | 0            | 0            | 0       | 0       | 0         | 0         |
| Fenerbahçe          | Tổng cộng           | 205      | 56       | 40           | 23           | 32      | 9       | 277       | 89        |
| Antalyaspor         | 2013–14             | 13       | 3        | 5            | 2            | —       | —       | 18        | 5         |
| Antalyaspor         | Tổng cộng           | 13       | 3        | 5            | 2            | —       | —       | 18        | 5         |
| İstanbul Başakşehir | 2014–15             | 23       | 11       | 1            | 0            | —       | —       | 24        | 11        |
| İstanbul Başakşehir | 2015–16             | 7        | 0        | 9            | 6            | —       | —       | 16        | 6         |
| İstanbul Başakşehir | Tổng cộng           | 30       | 11       | 10           | 6            | —       | —       | 40        | 17        |
| Tổng cộng sự nghiệp | Tổng cộng sự nghiệp | 248      | 70       | 55           | 31           | 32      | 9       | 335       | 111       |

### Quốc tế
| Thổ Nhĩ Kỳ | Thổ Nhĩ Kỳ | Thổ Nhĩ Kỳ |
| Năm        | Trận       | Bàn        |
| ---------- | ---------- | ---------- |
| 2007       | 2          | 0          |
| 2008       | 6          | 5          |
| 2009       | 7          | 1          |
| 2010       | 10         | 2          |
| 2011       | 3          | 0          |
| Tổng cộng  | 28         | 8          |

### Bàn thắng quốc tế
| #  | Ngày                | Địa điểm                                                | Đối thủ     | Bàn thắng | Kết quả | Giải đấu                 |
| -- | ------------------- | ------------------------------------------------------- | ----------- | --------- | ------- | ------------------------ |
| 1. | 29 tháng 5 năm 2008 | MSV-Arena, Duisburg, Đức                                | Phần Lan    | 2 – 0     | 2–0     | Giao hữu                 |
| 2. | 11 tháng 6 năm 2008 | St. Jakob-Park, Basel, Thụy Sĩ                          | Thụy Sĩ     | 1 – 1     | 2–1     | Euro 2008                |
| 3. | 20 tháng 6 năm 2008 | Sân vận động Ernst Happel, Viên, Áo                     | Croatia     | 1 – 1     | 1–1     | Euro 2008                |
| 4. | 25 tháng 6 năm 2008 | St. Jakob-Park, Basel, Thụy Sĩ                          | Đức         | 2 – 2     | 2–3     | Euro 2008                |
| 5. | 6 tháng 9 năm 2008  | Sân vận động Hrazdan, Yerevan, Armenia                  | Armenia     | 0 – 2     | 0–2     | Vòng loại World Cup 2010 |
| 6. | 1 tháng 4 năm 2009  | Sân vận động Ali Sami Yen, İstanbul, Thổ Nhĩ Kỳ         | Tây Ban Nha | 1 – 0     | 1–2     | Vòng loại World Cup 2010 |
| 7. | 26 tháng 5 năm 2010 | Sân vận động Veterans, New Britain, Connecticut, Hoa Kỳ | Bắc Ireland | 2 – 0     | 2–0     | Giao hữu                 |
| 8. | 7 tháng 9 năm 2010  | Sân vận động Şükrü Saracoğlu, İstanbul, Thổ Nhĩ Kỳ      | Bỉ          | 2 – 1     | 3–2     | Vòng loại Euro 2012      |

## Danh hiệu

### Fenerbahçe
- Süper Lig (5): 2000-01, 2003-04, 2004-05, 2006-07, 2010-11.
- Türkiye Kupası (2): 2011-12, 2012-13.
- Süper Kupa (2): 2007, 2009.

### Cá nhân
- Vua phá lưới Giải vô địch bóng đá Thổ Nhĩ Kỳ mùa giải 2007-08 với 17 bàn thắng.